# Wiatr Północny i Słońce

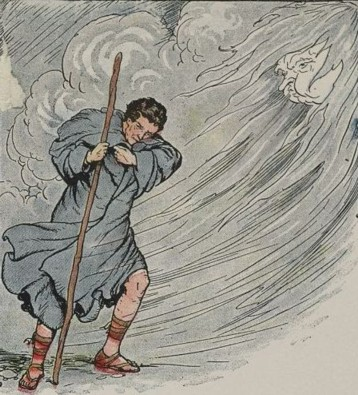
Wiatr Północny - ilustracja do bajki Ezopa autorstwa Milo Wintera

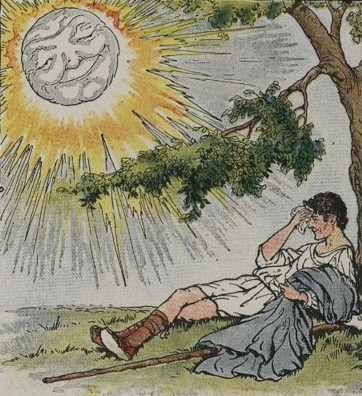
Słońce - ilustracja do bajki Ezopa autorstwa Milo Wintera

Wiatr Północny i Słońce – jedna z bajek Ezopa. Treścią bajki jest spór między Wiatrem Północnym a Słońcem o to, które z nich jest silniejsze. Zwycięzcą miał zostać ten, kto zmusi wędrowca do zdjęcia płaszcza.
Im silniej wiał Wiatr Północny, tym szczelniej wędrowiec okrywał się płaszczem, podczas gdy Słońce bez widocznego wysiłku ogrzało wędrowca tak bardzo, że spocony zdjął płaszcz.
Morał bajki jest następujący: perswazja jest skuteczniejsza niż przemoc.
Bajka jest powszechnie wykorzystywana w fonetycznym opisie języków jako przykład języka mówionego. W Handbook of the International Phonetic Association oraz Journal of the International Phonetic Association podane są tłumaczenia bajki na wszystkie języki zapisane w międzynarodowym alfabecie fonetycznym.